# HD 97950
HD 97950是位在船底座的一個多重星系統，該系統中心是四顆編號為 A1-A3 和 B 的恆星，以及其他 5 顆恆星。該系統有時候被認為是星團。

## 外部連結
- HD 97950（页面存档备份，存于）